# فرانثيسكو بيثارو
فرانثيسكو بيثارو غونثاليث (بالإسبانية: Francisco Pizarro González)‏، ولد في 16 مارس 1478، ترجالة، قصرش، إسبانيا - توفي في 26 يونيو 1541، ليما، بيرو) هو كونكيستدور إسباني. فتح إمبراطورية الإنكا وأسس مدينة ليما عاصمة بيرو الحالية.

## بدايات حياته
ولد في ترجالة في إسبانيا، حوالي العام 1478 م. وكان ابنا غير شرعي لغونثالو بيثارو، الذي كان عقيد مشاة وخدم بعد ذلك في إيطاليا تحت اسم غونثالو دي كوردوبا، وكذلك في نافارا. وبالنسبة لسنوات بيثارو الأولى فلا يكاد يعرف عنه شيئاً؛ لكن لا يظهر بأنه كان قد تم الاهتمام به بشكل كافي وقد تم إهمال تحصيله العلمي.

## رحلته في أمريكا
كان موجودا في إشبيلية في زمن وصول أخبار اكتشاف العالم الجديد إلى إسبانيا، ومن هناك وجد طريقه عبر المحيط الأطلسي. في 1510 م لعب دورا في حملة ألونسو دي أوخيدا من لا إسبانيولا إلى أوروبا، وائتمنه أوخيدا على قيادة المستوطنة في سان سيباستيان. ثم رافق بالبوا في رحلة اكتشاف المحيط الهادي؛ واستلم حصة من الأرض تحت قيادة بيدرو أرياس دافيلا وأصبح مزارع ماشية في بنما.
في عام 1522 م دخل في شراكة مع كاهن اسمه إرناندو دي لوكي وجندي اسمه دييغو دي ألماغرو لأغراض الاستكشاف والغزو نحو الجنوب. وجدد بيثارو وألماغرو ولوكي ميثاقهم بعد ذلك في أسلوب جدي وأكثر وضوحاً، ووافقوا على الفتح وأن يقسموا الإمبراطورية الغنية التي تمنوا الوصول إليها بالتساوي بينهم. وتم تتبع مسار الاستكشافات جنوباً عبر الساحل الغربي لأريكا الجنوبية، وقد صمم بيثارو – مع أنه انطلق من شهور مع ثلاثة عشر تابعاً فقط على جزيرة صغيرة بدون سفينة أو مؤن – على أن يستمر حتى تقدم نحو خط عرض 9 جنوباً وكتب سجلات متميزة عن الإمبراطورية البيروفية.

## غزو إمبراطورية الإنكا
لم يظهر حاكم بنما ميلاً كبيراً على تشجيع المغامرين، وصمم بيثارو على التقدم إلى الملك شخصياً للمساعدة، وبهذا الهدف أبحر من بنما لإسبانيا في ربيع عام 1528 م، ووصل إلى إشبيلية في أوائل الصيف. واستطاع كسب تأييد كارلوس الخامس، وفي 26 يوليو 1529 م تم منحه في طليطلة مجوعة امتيازات وكان من بعض بنودها جعله قائداً عاماً وحاكم محافظة قشتالة الجديدة لمسافة 200 فرسخ على طول الساحل المكتشف حديثاً، وتم منحه كل صلاحيات وامتيازات نائب ملك، بينما أخذ جميع شركائه مواقع ثانوية.
إحدى شروط المنحة كانت أن يجمع بيثارو خلال ستة شهور ما يمكّنه من تجهيز قوة كافية من مائتين خمسين رجلاُ، ويمكن أخذ مائة منهم من المستعمرات؛ وبما أنه لم يستطع أن يكمل العدد المطلوب أبحر بشكل سري من سانلوكار دي باراميدا في 1 يناير 1530 م. وانضم إليه بعد ذلك أخوه إرناندو بيثارو بالسفن الباقية، وعندما أبحرت الحملة من بنما في يناير من السنة التالية كانت بعدد ثلاث سفن ومائة ثمانين رجلاً وسبعة وعشرين حصاناً.
لم يكن احتلال إمبراطورية الإنكا بالشيء الصعب، فقد ظهر الفرق بين جيش قليل كان مسلحاً بالأسلحة النارية والخيول أمام أمة لم تعرفها، وقد ساند بيثارو الأمم التي كانت على عداء مع الإنكا وأقام المذابح بين أمم أخرى، ثم التقى مع أتاوالبا إمبراطور الإنكا وأسره وحاكمه بتهمة قتل أخيه واسكار وحكم عليه بالإعدام، وافتدى أتاوالبا نفسه بغرفة مليئة بالذهب لكن بيثارو أخذها وأعدمه. بعد المحاولة الأخيرة للإنكا لاستعادة كوزكو في أعوام 1536 – 1537 والتي كانت قد هزمت من قبل دييغو دي ألماغرو، حدث نزاع بينه وبين بيثارو حول الالتزام بحدود سلطتهم القضائية. وقادهم هذا للصراع؛ وهزم ألماغرو (1538) وأعدم؛ لكن مؤيديه تآمروا واغتالوا بيثارو في 26 يونيو 1541.

## موت بيثارو
يعتبر موت بيثارو من المواضيع الغريبة والمثيرة للجدل فقد قام متمردون بالهجوم على قصر بيثارو فهرب معظم المدعوين إلا فئة قليلة قامت بالقتال إلى جانبه وقد قتل بيثارو والذي كان يبلغ بين 62 و70 بنفسه شخصين قبل أن يصاب بطعنة في حلقه.
دفن بيثارو في فناء كاتدرائية لاما في البيرو وبعد مدة زمنية ولأسباب غير معروفة جرى فصل رأسه عن جسمه ووضع كل جزء في صندوق في عام 1892 م وأثناء الاحتفال باكتشاف القارة الأمريكية أخرج جسم بيثارو ووضع في صندوق زجاجي. في عام 1972 وأثناء أعمال الحفر في الكاتدرائية عثر على صندوق مصنوع من الرصاص كتب عليه «هنا رأس فرانثيسكو بيثارو». قام علماء أمريكيون بتحليل الجمجمة والتي عثر فيها على طعنة في الحلق ليكتشفوا أن الجسم الموضوع في الصندوق الزجاجي هو لشخص آخر مجهول الهوية.